# Exploración de Venus
Para la observación histórica de Venus desde la Tierra previa a la exploración espacial, véase Observación de Venus' '
El planeta Venus fue el primer cuerpo del sistema solar tras la Luna que fue visitado por una sonda espacial. La exploración espacial de Venus comprende numerosas sondas estadounidenses y soviéticas durante los años 60 y 70 del siglo XX. La cantidad de sondas de exploración enviadas al planeta se redujo en las décadas de 1980 y 1990 y actualmente es el objetivo principal de misiones científicas europeas y japonesas. La órbita de Venus es un 28 por ciento más cercana al Sol que la de la Tierra. Por este motivo, las naves que viajan hacia Venus deben recorrer más de 41 millones de kilómetros adentrándose en el pozo gravitatorio del Sol, perdiendo en el proceso parte de su energía potencial. La energía potencial se transforma entonces en energía cinética, lo que se traduce en un aumento de la velocidad de la nave. Haciendo un símil, es algo parecido a caer en picada con un avión, y tener que aterrizar justo cuando la velocidad es mayor, lo cual hace que este tipo de trayectorias deba ser afinada con mucha precisión. Por otro lado, la atmósfera de Venus no invita a las maniobras de frenado atmosférico del mismo tipo que otras naves han efectuado sobre Marte, ya que para ello es necesario contar con una información extremadamente precisa de la densidad atmosférica en las capas superiores y, siendo Venus un planeta de atmósfera masiva, sus capas exteriores son mucho más variables y complicadas que en el caso de Marte.

## Misiones en la década de 1960

### Primeras tentativas fallidas
Tras el fracaso de la sonda Sputnik 7 lanzada hacia Venus el 4 de febrero de 1961 y que no pudo salir de la órbita terrestre, el 12 de febrero de 1961, la sonda espacial soviética Venera 1 (llamada también inicialmente Sputnik 8) se convierte en la primera sonda exitosamente lanzada hacia otro planeta. Un sensor de orientación sobrecalentado provocó la avería de la nave, pero la Venera 1 fue la primera en combinar todas las características necesarias de una nave espacial interplanetaria: paneles solares, antena parabólica para la telemetría, estabilizadores en tres ejes, motor de corrección de rumbo y el primer lanzamiento desde una órbita de aparcamiento. A los 7 días de su lanzamiento, estando a dos millones de kilómetros, las transmisiones se interrumpieron; se calcula que pasó a 100.000 kilómetros de Venus entre el 19 y el 20 de mayo de 1961.
El 22 de julio de 1962 la NASA lanzó la primera misión del programa espacial estadounidense con destino a Venus, la sonda Mariner 1, a bordo de un cohete Atlas/Agena B, pero fue destruida durante el despegue debido a fallos mecánicos. Igualmente fallida resultó la sonda Sputnik 19, similar a la Venera 1 y lanzada por la URSS el 25 de agosto de 1962.

### Primeros sobrevuelos

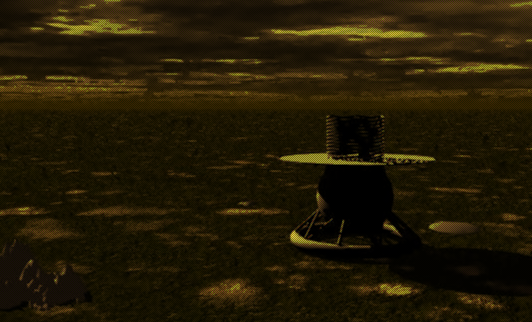
Recreación artística de la sonda soviética Venera 9 sobre la superficie del planeta.

El primer éxito en la exploración venusiana no se haría sin embargo esperar mucho más, y así la Mariner 2, que sobrevoló Venus en diciembre de 1962 a una distancia de 34.773 km se convirtió en la primera sonda en transmitir desde las proximidades del planeta. Era una sonda lunar del tipo Ranger modificada que estableció que Venus no tenía campo magnético y que midió las emisiones térmicas de microondas del planeta. 
Los siguientes intentos por parte de la Unión Soviética fueron todos fracasos: la sonda Sputnik 20 (lanzada el 1 de septiembre de 1962), Sputnik 21 (12 de septiembre de 1962), Cosmos 21 (11 de noviembre de 1963), Venera1964A (19 de febrero de 1964) y Cosmos 27 (27 de marzo de 1964), todas de 890 kg de peso y lanzadas por cohetes A-2e (Molnya) no consiguieron salir de la órbita terrestre y fueron destruidas. La también soviética Zond 1, la primera en incluir un módulo destinado a entrar en la atmósfera de Venus y aterrizar, lanzada el 2 de abril de 1964, correría mejor suerte, iniciando su viaje con normalidad, pero se averió en algún momento tras su última transmisión de telemetría del 16 de mayo, pasando a 100.000 km de Venus el 14 de julio del mismo año, al igual que la Venera 2, que llegó al planeta el 27 de febrero de 1966, pasando a una distancia de Venus de 24 000 km sin conseguir ninguna de las dos enviar datos. Poco después del lanzamiento de la Venera 2 en las últimas semanas de noviembre de 1965, se lanzaron también con el mismo destino las sondas Cosmos 96 y Venera 1965A, que supondrán sin embargo un fracaso aun mayor al no ser ambas capaces siquiera de abandonar la órbita terrestre.

### Primeros aterrizajes
El 1 de marzo de 1966, la sonda soviética Venera 3 se estrelló deliberadamente en Venus, convirtiéndose en la primera nave espacial en alcanzar la superficie de otro planeta. La cápsula de descenso de la Venera 4 entró en la atmósfera de Venus el 18 de octubre de 1967. Fracasó en su objetivo sin embargo, su gemela, la Cosmos 167. La Venera 4 fue la primera sonda en transmitir datos medidos directamente en otro planeta. La cápsula midió temperaturas, presiones, densidades, y realizó once experimentos químicos para analizar la atmósfera. Sus datos mostraban un 95% de dióxido de carbono, y en combinación con los datos de ocultación de la sonda Mariner 5, mostró que la presión en la superficie era mucho mayor de lo previsto (entre 75 y 100 atmósferas). Estos resultados fueron verificados y refinados por las misiones Venera 5 y Venera 6 los días 16 y 17 de mayo de 1969, aunque ninguna de estas misiones alcanzó la superficie mientras aún transmitían. La batería de la Venera 4 se agotó mientras la sonda aún flotaba lentamente en la masiva atmósfera de Venus, y las Venera 5 y 6 se colapsaron por la alta presión a 18 kilómetros sobre la superficie.

### Proyectos de viajes tripulados

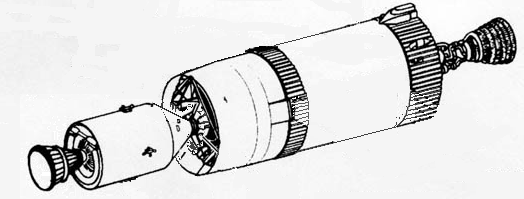
Representación del Apollo-Venus.

Es durante esta década de 1960 cuando tanto por parte estadounidense como soviética se concibe el proyecto de mandar misiones tripuladas que circunnaveguen orbitalmente Venus y regresen a la Tierra. Las propuestas por parte de la NASA se basaban en la tecnología desarrollada en el Programa Apolo y el cohete Saturno V, con ligeras modificaciones. Al igual que las propuestas soviéticas, la más importante de las cuales fue la nave interplanetaria TMK-MAVR (MArs-VeneRa), basada en el cohete N-1, ninguno de estos proyectos llegó a más, aunque en ambos casos estaban previstas las misiones para los primeros años de la década de 1970.

## Misiones en la década de 1970
El primer aterrizaje con éxito en Venus lo realizó la sonda Venera 7 el 15 de diciembre de 1970. Esta sonda reveló unas temperaturas en la superficie de entre 457 y 474 grados centígrados. Tras el fracaso de la Cosmos 359, llegó el éxito de la Venera 8, que aterrizó el 22 de julio de 1972. Además de dar datos sobre presión y temperaturas, su fotómetro mostró que las nubes de Venus formaban una capa compacta que terminaba a 35 kilómetros sobre la superficie. Con un espectrómetro de rayos gamma analizó la composición química de la corteza. Una segunda sonda gemela, la Cosmos 482, sin embargo, fracasó durante su lanzamiento.
En febrero de 1974 la sonda Mariner 10 sobrevoló a Venus en su camino de encuentro con Mercurio, fotografiando la atmósfera venusiana en ultravioleta, además de realizar con éxito otros estudios atmosféricos.

### Primeros orbitadores
La sonda soviética Venera 9 entró en la órbita de Venus el 22 de octubre de 1975, convirtiéndose en el primer satélite artificial de Venus. Una batería de cámaras y espectrómetros devolvieron información sobre la capa de nubes, la ionosfera y la magnetosfera, así como mediciones de radar de la superficie realizadas por radar. El vehículo de descenso de 660 kilogramos de la Venera 9 se separó de la nave principal y aterrizó, obteniendo las primeras imágenes de la superficie y analizando la corteza con un espectrómetro de rayos gamma y un densímetro. Durante el descenso realizó mediciones de presión, temperatura y fotométricas, así como de la densidad de las nubes. Se descubrió que las nubes de Venus formaban tres capas distintas. El 25 de octubre, la Venera 10 realizó una serie similar de experimentos.

### La misión Pioneer Venus

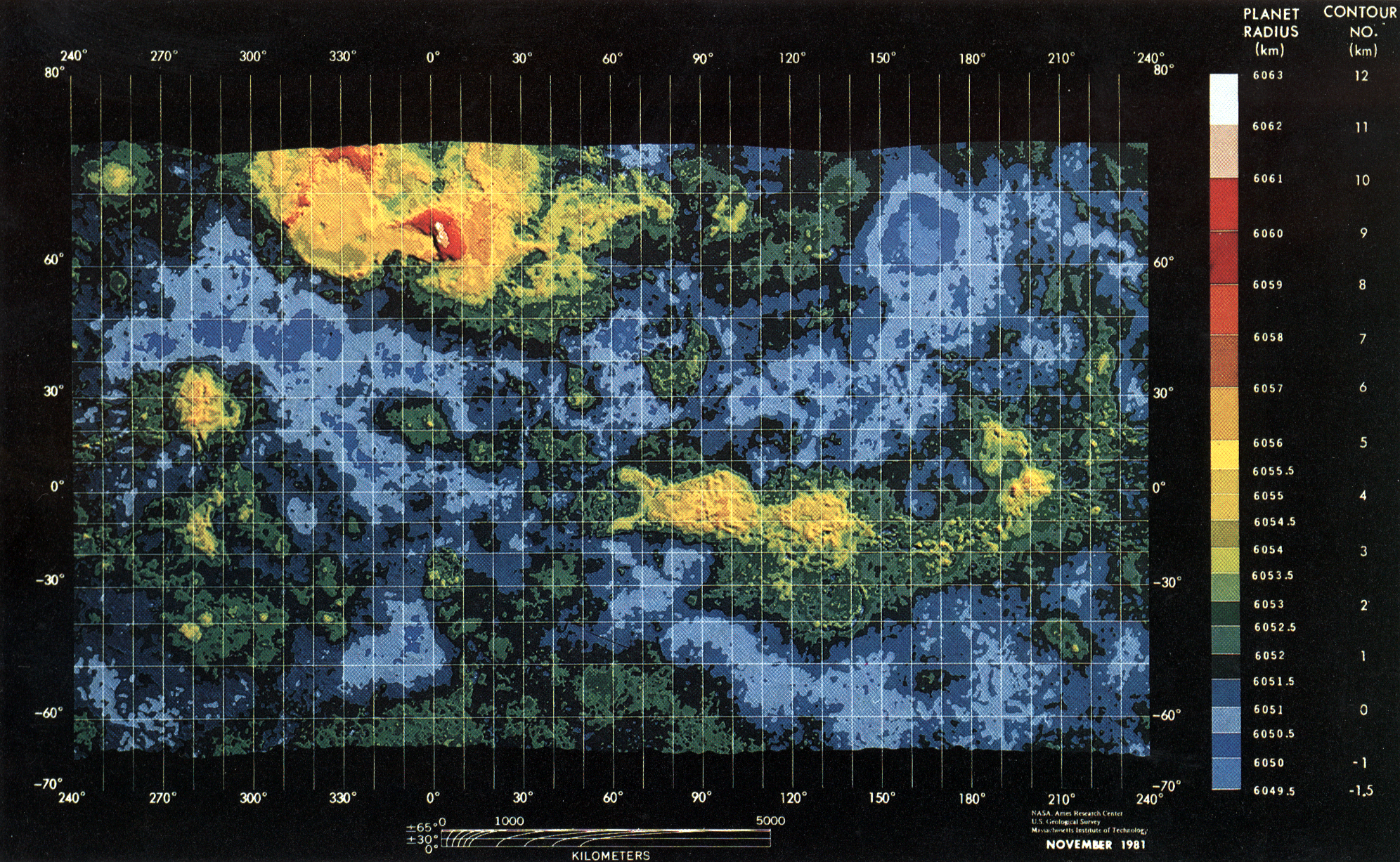
Mapa obtenido por la Pioneer Venus.

En 1978, la NASA envió la sonda espacial Pioneer Venus. La misión consistía en dos componentes lanzados por separado: un orbitador y una multisonda. La multisonda Pioneer Venus consistía en una sonda atmosférica mayor y otras tres más pequeñas. La sonda mayor fue desplegada el 16 de noviembre de 1978, y las tres pequeñas lo fueron el 20 de noviembre. Las cuatro sondas entraron en la atmósfera de Venus el 9 de diciembre, seguidas por el vehículo que las portaba. Aunque no se esperaba que ninguna de las sondas sobreviviera al descenso, una de ellas continuó operando hasta 45 minutos después de alcanzar la superficie. 
El vehículo orbitador de la Pioneer Venus fue insertado en una órbita elíptica alrededor de Venus el 4 de diciembre de 1978. Transportaba 17 experimentos y funcionó hasta 1991-1992.

### Los siguientes éxitos soviéticos
También en 1978, las Venera 11 y Venera 12 volaron hasta Venus, dejando caer sus vehículos de descenso el 21 de diciembre y el 25 de diciembre respectivamente. Las sondas de descenso estaban provistas de cámaras en color, taladros y analizadores que, por desgracia, fallaron. Cada uno realizó mediciones con espectrómetros y cromatógrafos, y analizadores químicos por fosforescencia de rayos-X que, inesperadamente, descubrieron una proporción alta de cloruros en las nubes, además de los sulfuros. También se detectó cierta actividad eléctrica en forma de chasquidos de radio asociados a la actividad de rayos.

## Misiones en la década de 1980
Las Venera 13 y 14 eran en esencia similares, y llegaron a Venus el 1 de marzo y el 5 de marzo de 1982. En esta ocasión, las cámaras en color y los análisis de perforación de la superficie fueron un éxito. Los datos sobre fluorescencia por rayos-X mostraron resultados similares a rocas basálticas ricas en potasio.
El 10 de octubre de 1983, las Venera 15 y 16 entraron en órbita polar sobre Venus. La Venera 15 analizó y realizó un mapa de la atmósfera superior con un espectrómetro de infrarrojos. Del 11 de noviembre al 10 de julio, ambos satélites hicieron un mapa del tercio norte del planeta con radar de apertura sintética. Estos resultados proporcionaron el primer conocimiento detallado de la geología de la superficie de Venus, incluyendo el descubrimiento de los inusualmente masivos volcanes ocultos como «coronae» y «arachnoids». Venus no tiene evidencias de placas tectónicas, a menos que todo el tercio norte del planeta forme parte de una sola placa.

### La misión Vega
Las sondas soviéticas Vega 1 y Vega 2 llegaron a Venus el 11 de junio y el 15 de junio de 1985. Sus vehículos de aterrizaje transportaban experimentos enfocados en la composición de los aerosoles en las nubes y su estructura. Cada uno cargaba un espectrómetro de absorción de ultravioletas, analizadores de partículas de aerosol y dispositivos para recolectar material y analizarlo con espectrómetros de masas, cromatógrafos de gases y espectrómetros de fluorescencia por rayos X. Las dos capas superiores de nubes resultaron estar compuestas de gotas de ácido sulfúrico, aunque la capa inferior está compuesta probablemente por una solución de ácido fosfórico. La corteza de Venus fue analizada con un experimento por taladros y espectrómetros de rayos gamma. Puesto que los vehículos de aterrizaje no transportaban cámaras, estas misiones no proporcionaron imágenes de la superficie.
Las misiones Vega también desplegaron globos aerostáticos que flotaron a unos 53 kilómetros de altitud durante 46 y 60 horas respectivamente, viajando alrededor de un tercio del perímetro del planeta. Estos globos midieron velocidades del viento, temperaturas, presiones y densidad de las nubes. Se descubrió un mayor nivel de turbulencias y convección de lo esperado, incluyendo ocasionales baches con caídas de uno a tres kilómetros de las sondas. Las naves Vega continuaron su viaje para encontrarse nueve meses más tarde con el cometa 1P/Halley, misión para la cual transportaban 14 instrumentos y cámaras adicionales.

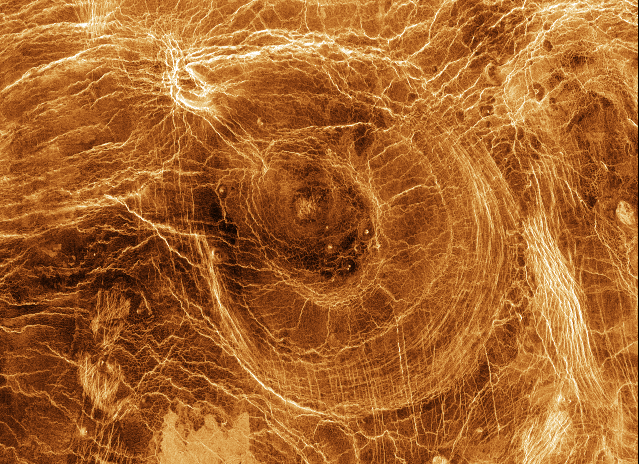
Imagen de la superficie de Venus obtenida por radar el 28 de enero de 1998 por la sonda Magallanes.

### La misión Magallanes
Lanzada el 4 de mayo de 1989 a bordo del transbordador Atlantis, la sonda estadounidense Magallanes (también llamada "Magellan", en inglés) fue puesta en órbita terrestre hasta el momento en que el motor de su etapa superior inercial le diera el empuje necesario para ubicarla en una trayectoria de transferencia a Venus.

## Misiones en la década de 1990

### Desarrollo de la misión Magallanes y fin de la Pioneer Venus
El 10 de agosto de 1990 Magallanes llegó a Venus, y empezó a tomar imágenes en radar. En cada día completó 7,3 órbitas de imágenes de Venus. Cada órbita tenía una franja de cobertura de 20 a 25 kilómetros de ancho y unos 70.000 km de largo. La cobertura de todo el planeta requirió de 1800 franjas de imágenes las cuales fueron combinadas en un mosaico para producir una imagen coherente.
Las primeras imágenes de Venus fueron recibidas el 16 de agosto de 1990 y las operaciones de mapeo rutinario comenzaron el 15 de septiembre de 1990. El primer ciclo de mapeo (Ciclo 1) duró 243 días terrestres –el tiempo que le toma a Venus girar sobre su propio eje debajo del plano orbital de la nave. El Ciclo 1 terminó exitosamente el 15 de mayo de 1991 dedicado al mapeo del 84% de la superficie venusiana. Durante esta etapa realizó mediciones conjuntas con la sonda Pioneer Venus, que todavía estaba operativa, hasta que esta última agotó su combustible de maniobra, momento en el que perdió su orientación. En agosto de 1992, la Pioneer Venus entró en la atmósfera de Venus y fue destruida.
Inmediatamente a la primera etapa de mapeo le siguió el Ciclo 2 que duró hasta el 15 de enero de 1992. En este segundo ciclo, el mapeo de la superficie fue hecho con una inclinación de observación derecha para compensar la inclinación izquierda utilizada durante el Ciclo 1. Estas técnicas de observación radar permitieron a los científicos determinar las alturas de ciertos patrones geográficos.
El Ciclo 3 iba a terminar el 14 de septiembre de 1992, pero su conclusión tuvo que adelantarse un día debido a problemas con el equipo de a bordo. En total se logró una cobertura radar del 98% de la superficie de Venus con el 22% de las imágenes en estéreo.
Las imágenes provistas por la sonda Magallanes son las más nítidas que se dispone de Venus y la cantidad de las mismas es mayor a la producida por todas las naves anteriores.
El Ciclo 5 se dedicó a la recolección de datos de gravedad y terminó el 24 de mayo de 1993. El Ciclo 5 y 6 fueron dedicados a la recolección de datos de gravedad con mayor precisión, para ello, la sonda Magallanes fue ubicada a una órbita circular más baja. La órbita más baja y segura en Venus se ubica a unos 200 km sobre la superficie. El procedimiento se llevó a cabo a través del aerofrenado, una técnica por la que la nave disminuyó la velocidad para ser atraída por la gravedad del planeta y de esa manera ser frenada lentamente por la fricción con la atmósfera, disminuyendo el apoapsis. Esta maniobra se llevó a cabo desde el final del Ciclo 4 hasta principios de agosto de 1993.
El 12 de octubre de 1994 cuando se programó que la nave se zambullera en la atmósfera de Venus para estudiar su dinámica, los controladores de Tierra perdieron el contacto. Al día siguiente Magallanes se había quemado en la atmósfera de Venus completando una misión exitosa, aunque se supone que algunas partes de la misma alcanzaron la superficie del planeta.

### Sobrevuelos de las sondas Galileo y Cassini

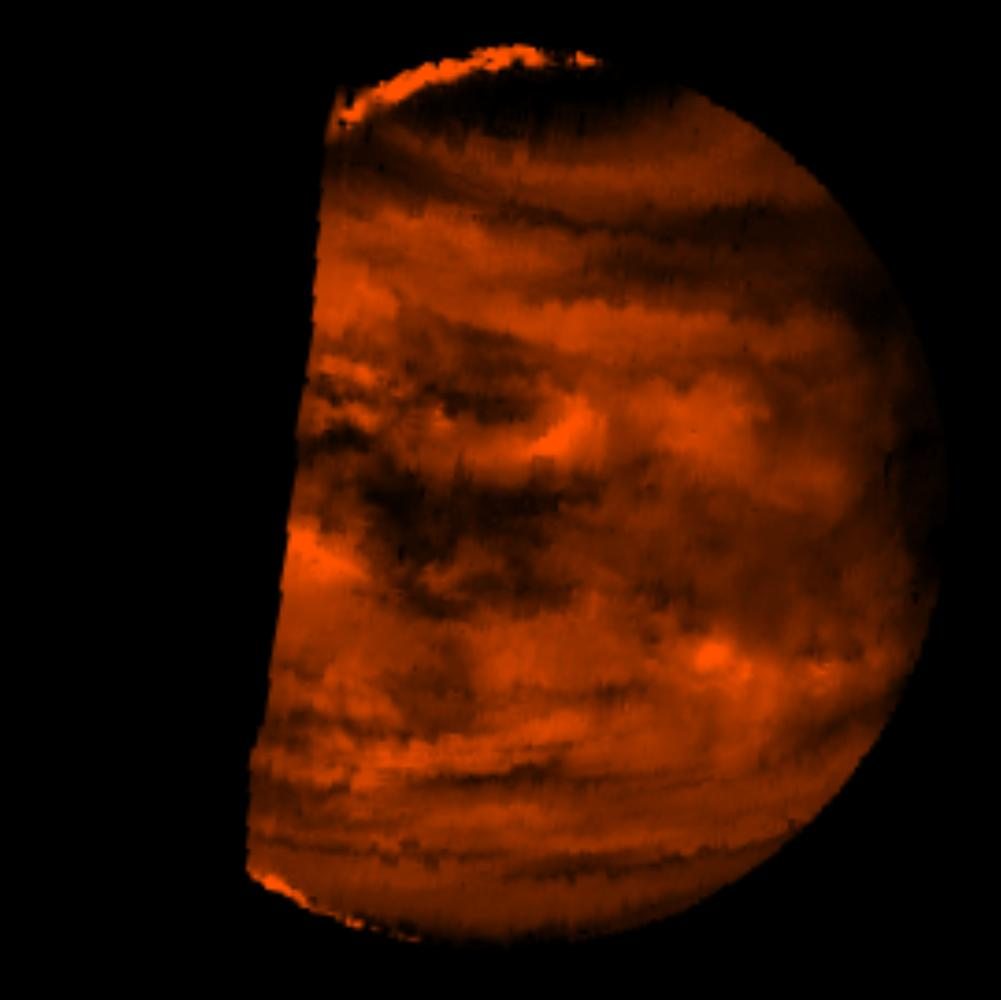
Imagen de Venus en infrarrojos tomada por la sonda Galileo.

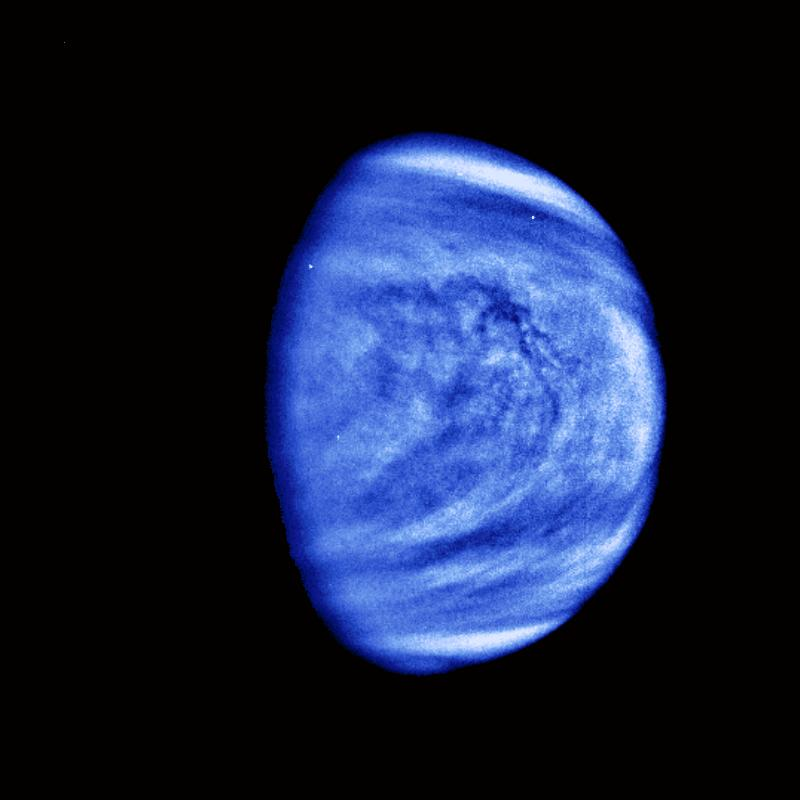
Imagen de Venus en ultravioleta tomada por la sonda Galileo.

Varias sondas espaciales en ruta hacia otros destinos han usado el método de sobrevuelo de Venus para incrementar su velocidad mediante el impulso gravitacional. Esto incluye a las misiones Galileo a Júpiter, que sobrevoló Venus el 10 de febrero de 1990 a una distancia de 16.000 km y la sonda Cassini a Saturno con dos sobrevuelos, en abril de 1998, a 234 km y en junio de 1999, a 600 km. Aún más curioso: durante el examen de la emisión de radiofrecuencias de Venus con sus instrumentos de ondas de radio y plasma en los dos sobrevuelos de la Cassini de 1998 y 1999, se vio que no existían ondas en la gama de frecuencias de 0,125 a 16 MHz, bandas que generalmente se asocian a los relámpagos. Esto entraba en contradicción directa con las observaciones de las sondas Venera de veinte años antes. 
Se ha postulado que quizá si Venus no tiene relámpagos, podría tener algún tipo de actividad eléctrica de baja frecuencia, debido al hecho de que las señales de radio no pueden penetrar la ionosfera en frecuencias por debajo de 1 megahercio. Un examen por el físico Donald Gurnett de la Universidad de Iowa de las emisiones de radio tomadas por la sonda Galileo durante su maniobra de asistencia gravitacional en 1990 reveló lo que en ese momento fue una indicación de relámpagos. Sin embargo, la sonda Galileo pasó a una distancia 60 veces mayor de Venus de lo que lo hizo la sonda Cassini, por lo que sus observaciones son sustancialmente menos significativas. Hasta el año 2007, gracias a las observaciones de la sonda Venus Express, siguió siendo un misterio si Venus tenía o no actividad eléctrica en forma de relámpagos o rayos en su atmósfera.

## Misiones en la década de 2000

### Venus Express
La Agencia Espacial Europea llevó a cabo su primera misión al planeta llamada Venus Express que estudió la atmósfera y las características de la superficie de Venus desde su órbita. La sonda fue lanzada el 9 de noviembre de 2005 y empezó a mandar imágenes del planeta el 11 de abril de 2006. Uno de los objetivos de esta misión fue realizar una cartografía completa de las temperaturas en la superficie del planeta.
Los primeros resultados fueron publicados en la revista Nature el 29 de noviembre de 2007. Incluían datos sobre el pasado de la atmósfera de Venus (más rica en agua), el descubrimiento de un vórtice dipolar en la región polar sur y la presencia de relámpagos eléctricos en las nubes de ácido sulfúrico del planeta, cuya relación con el fenómeno de las luces Ashen se encuentra aun por determinar.
Otros resultados posteriores incluyen el hallazgo en mayo de 2008 por parte de los instrumentos VIRTIS de la sonda del grupo hidroxilo (OH) en la atmósfera de Venus.

### Sobrevuelos de la sonda Messenger

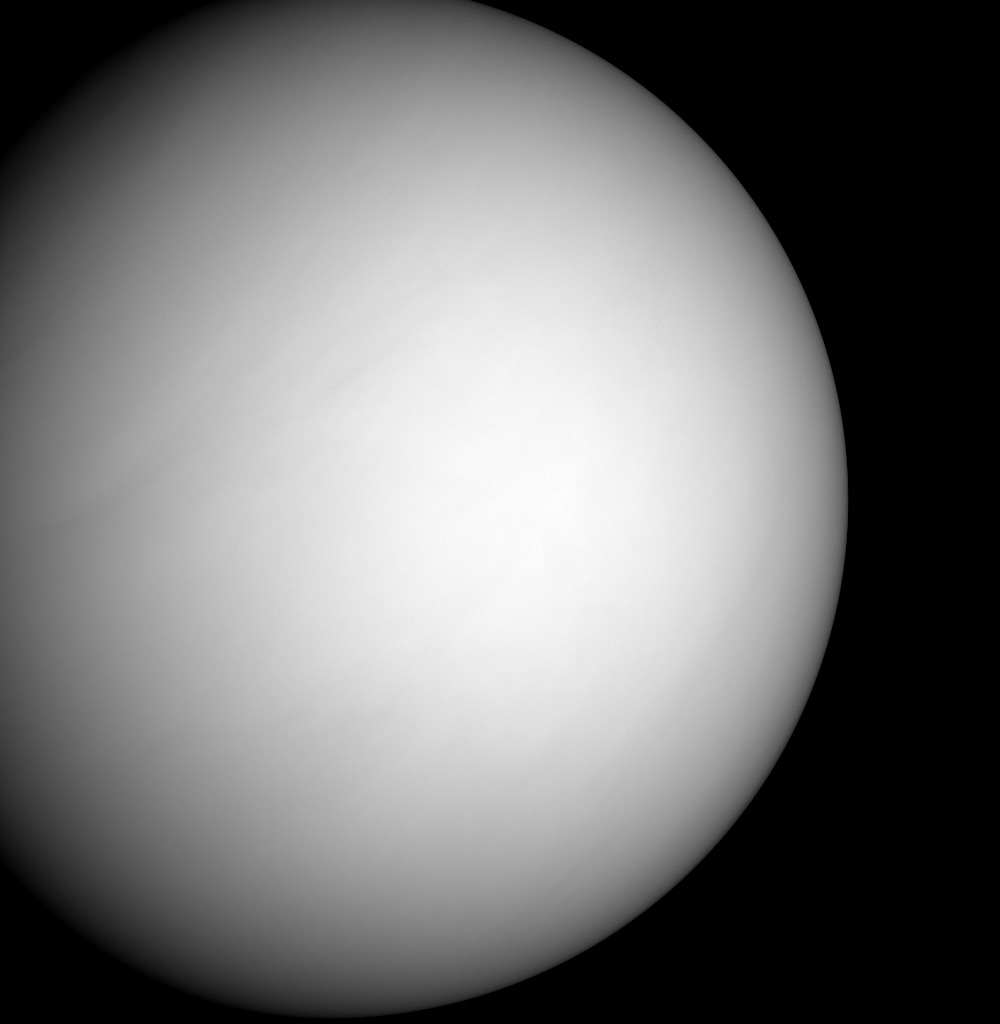
Imagen de Venus tomada por la sonda Messenger.

Por su parte, una misión estadounidense lanzada en agosto de 2004 con destino a Mercurio, la sonda Messenger, sobrevoló Venus en dos ocasiones, el 24 de octubre de 2006, pasando a 2.992 km de la superficie del planeta y el 5 de junio de 2007 a una altitud mínima de 338 km, sobrevuelos durante los cuales se realizaron diversas mediciones y fotografías. En el segundo de estos sobrevuelos, la ESA y la NASA programaron y coordinaron varias observaciones conjuntas entre la Venus Express y la Messenger de la atmósfera de Venus.

## Misiones actuales

### Prolongación y final de la misión Venus Express
Aunque inicialmente estaba previsto que la misión europea durara unos 500 días terrestres finalmente en febrero de 2007 se decidió extender la duración de la misión hasta inicios del año 2009, sin embargo el 4 de febrero de 2009 la ESA extendió el periodo de operaciones hasta el 31 de diciembre de 2009 y el 7 de octubre de 2009 decidió prolongar oficialmente la misión hasta el 31 de diciembre de 2012, fecha que posteriormente fue retrasada hasta diciembre de 2014, cuando se dio a la misión por oficialmente concluida.

### Las primeras sondas japonesas en Venus
La Agencia Japonesa de Exploración Espacial (JAXA) ha iniciado una misión a Venus, llamada inicialmente PLANET-C (o Venus Climate Orbiter) y actualmente conocida como Akatsuki, lanzada el 20 de mayo de 2010. La sonda, que estaba previsto se situara en una órbita de entre 300 y 80.000 km de altura, pretendía complementar los datos obtenidos por la Venus Express y el realizar un mapeado de la superficie usando una cámara infrarroja, además de llevar diversos experimentos para determinar el posible vulcanismo actual en la superficie del planeta, así como la presencia y frecuencia de rayos y otros fenómenos eléctricos en la atmósfera de Venus. Tras llegar al planeta en diciembre de 2010, la sonda no consiguió situarse en la órbita de Venus, por lo que se planificó un segundo intento de inserción orbital para diciembre de 2015, que resultó exitoso, iniciándose la misión de dos años de duración a mediados de mayo de 2016.
Junto a la sonda Akatsuki, la JAXA ha lanzado una vela solar llamada IKAROS, que no lleva carga científica y cuyo objetivo es comprobar distintas técnicas y tecnologías de este tipo de ingenios, y una sonda universitaria, la UNITEC-1, siendo el destino de ambas también el planeta Venus. El 8 de diciembre de 2010, IKAROS pasó a 80.000 km de Venus. Se calcula que la UNITEC-1 pasó por las cercanías de Venus en diciembre de 2010.

## Misiones futuras

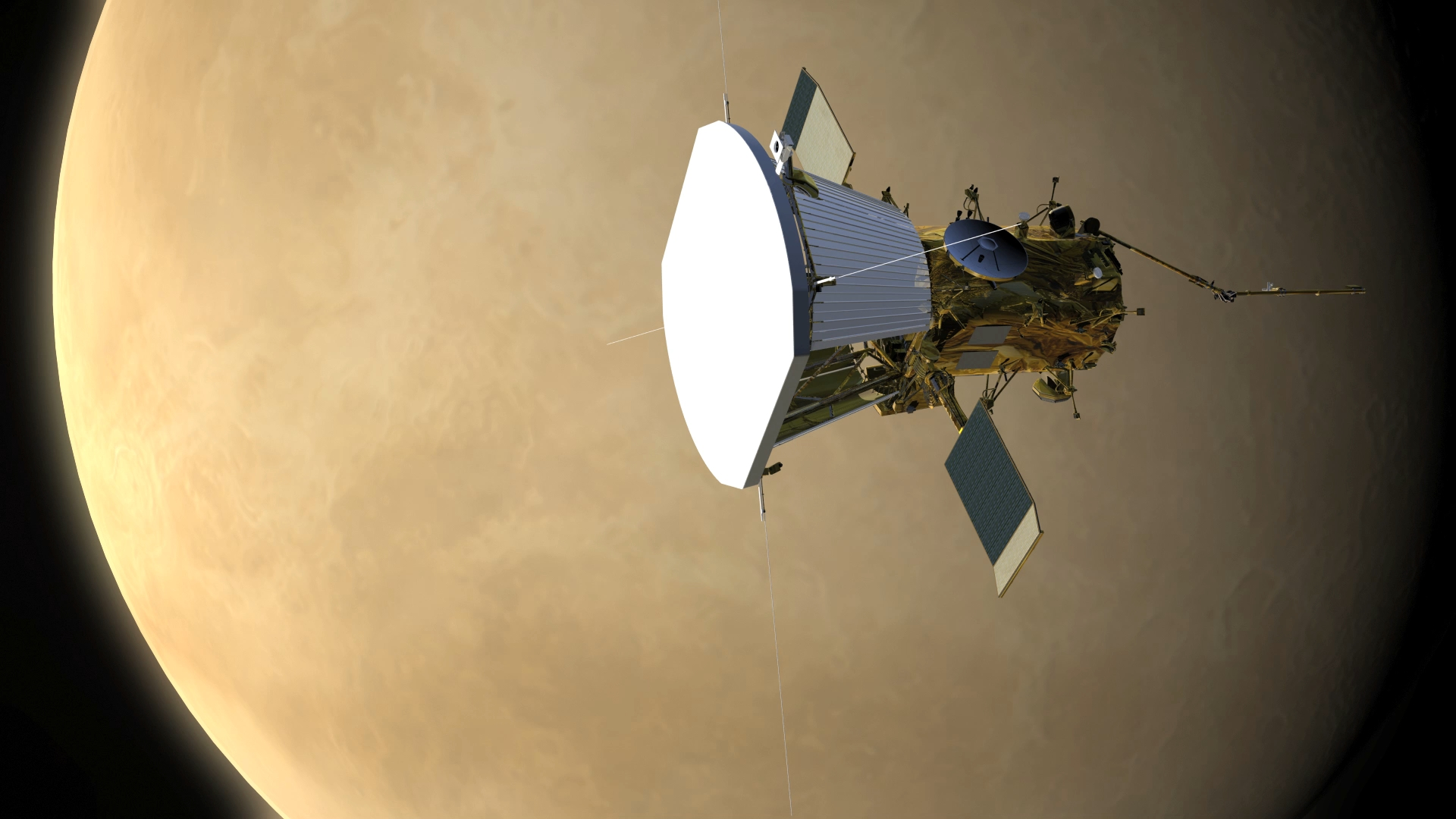
Representación artística de la Parker Solar Probe sobrevolando Venus.

Rusia ha planteado la misión Venera-D, cuyo lanzamiento está actualmente programado para 2024. Existen también otros proyectos en desarrollo, como la sonda estadounidense Venus In-Situ Explorer (VISE, a ser lanzada en 2022). La agencia espacial hindú, ISRO, ha anunciado su intención de lanzar una misión orbital a Venus.
Misiones con otros destinos (especialmente Mercurio) sobrevolarán Venus, como la sonda BepiColombo de la ESA, con participación de la JAXA, o la estadounidense Parker Solar Probe, ambas lanzadas en 2018
La NASA seleccionó una misión que será enviada en 2029, la cual está planificada por DAVINCI, el cual es un orbitador, y VERITAS, que es una sonda atmosférica.

## Propuestas
Por su parte, la ESA estudió el proyecto Venus Entry Probe (VEP, rebautizada en 2007 como European Venus Explorer, EVE), que fue finalmente rechazado. Una segunda sonda rusa, la Venera-Glob, ha sido propuesta para la década de 2020, al igual que las estadounidenses Venus Surface Explorer y Venus Mobile Explorer.
Para hacer frente a las hostiles condiciones de la superficie, un equipo de la NASA dirigido por Geoffrey Landis en Ohio ha propuesto una misión denominada Venus Rover, que incluye un rover móvil (robot) de superficie en comunicación con un globo alimentado por energía solar. El diseño más reciente de Landis del rover para esta misión, usa un Motor Stirling alimentado con energía nuclear.

## Tipología de las sondas a Venus
| Sobrevuelos - Venera 1 - Zond 1 - Venera 2 - Venera 3 - Venera 4 - Mariner 5 - Venera 5 - Venera 6 - Venera 7 - Venera 8 - Mariner 10 - Vega 1 - Vega 2 - Galileo - Cassini-Huygens - Messenger - IKAROS - UNITEC-1 | Sondas orbitales - Venera 9 - Venera 10 - Pioneer Venus - Venera 11 - Venera 12 - Venera 13 - Venera 14 - Venera 15 - Venera 16 - Magallanes - Venus Express - PLANET-C | Sondas de superficie - Zond 1 - Venera 3 - Venera 4 - Venera 5 - Venera 6 - Venera 7 - Venera 8 - Venera 9 - Venera 10 - Pioneer Venus - Venera 11 - Venera 12 - Venera 13 - Venera 14 - Vega 1 - Vega 2 |